# Federació Catalana de Caixes d'Estalvis
La Federació Catalana de Caixes d'Estalvis és un organisme regulat per la LLEI 15/1985, d'1 de juliol, de caixes d'estalvis de Catalunya del Parlament de Catalunya, que determina que les caixes d'estalvis amb domicili central a Catalunya es poden agrupar en una Federació que amb personalitat jurídica pròpia, les finalitats de la qual són:
a) Exercir la representació individual i col·lectiva de les caixes d'estalvis federades davant els poders públics.
b) Procurar la captació, la defensa i la difusió de l'estalvi i orientar les inversions de les caixes d'estalvis, d'acord amb les normes generals sobre inversió regional.
c) Promoure i coordinar la prestació de serveis tècnics i financers.
d) Planificar la creació d'obres socials i proposar al Consell Executiu les inversions bàsiques per a obres socials a què es refereix l'article 4.

## Organització
La junta de govern de la Federació està integrada per representants de totes les caixes d’estalvis federades amb domicili social a Catalunya. Els seus estatuts poden determinar vots ponderats per a cada caixa representada, i en cap cas els acords que s'estableixin no poden comportar l’assumpció d’obligacions econòmiques per a les caixes, sense la ratificació expressa de l’òrgan de govern corresponent d’aquestes.
El 1998 van subscriure un conveni amb la generalitat de Catalunya per aplicar la llei de política lingüística. El 2011 van destinar a acció social 30 milions d'euros.